# Étienne Baluze
Étienne Baluze, também conhecido como Stephanus Baluzius (Tulle, 24 de novembro de 1630 – Paris, 28 de julho de 1718) foi um bibliotecário e historiógrafo francês.

## Biografia

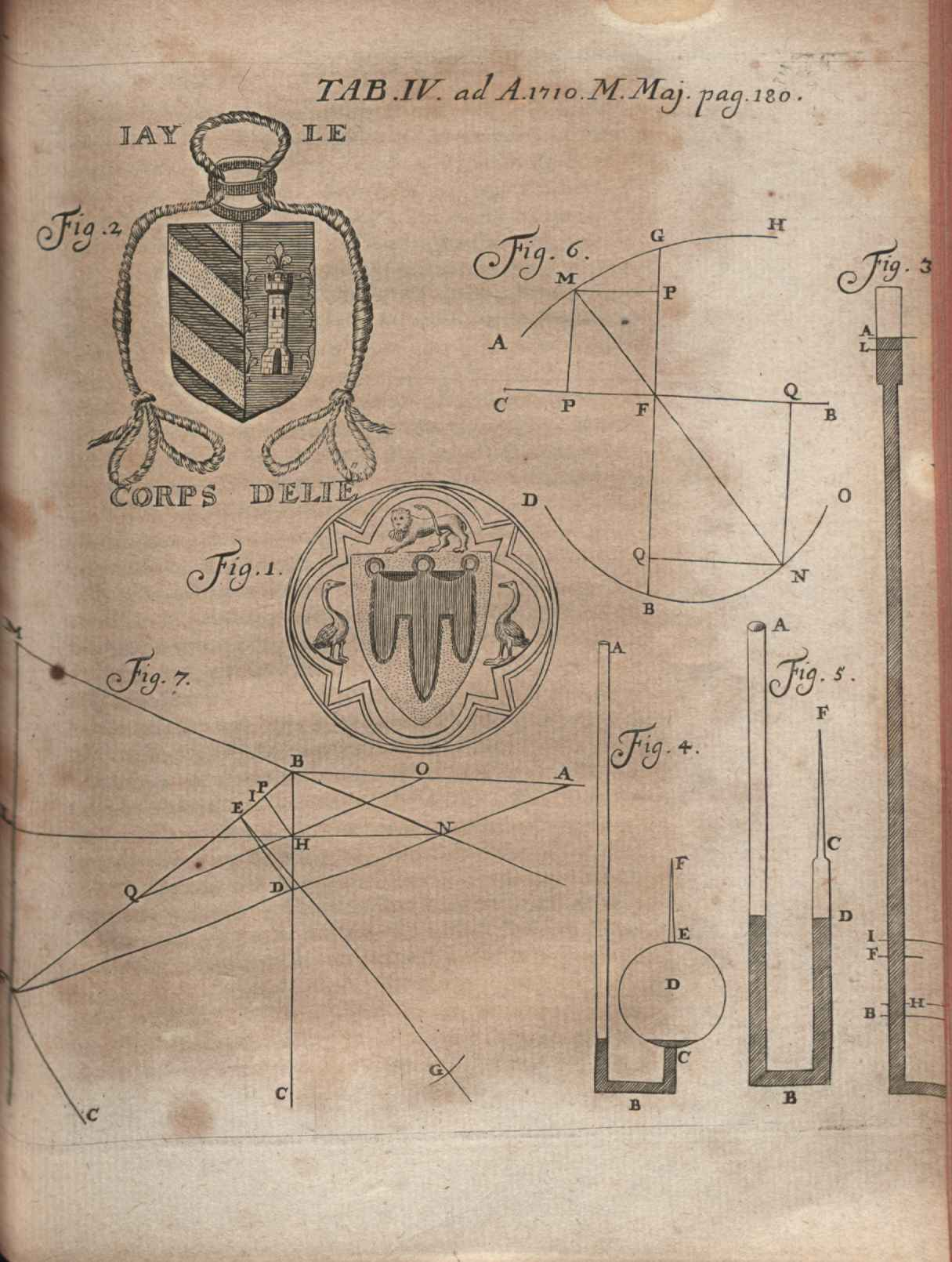
Ill. 1 - 2: Ilustração da crítica de Histoire genealogique de la maison d'Auvergne publicada na Acta Eruditorum, 1710

Nascido em Tulle, foi educado em sua cidade natal, no colégio dos jesuítas, onde estudou as Artes. Em 31 de dezembro de 1641 ingressou na Universidade de Toulouse, onde, com a idade de quinze anos, tornou-se membro do Collège de St. Martial. Recebeu ordens menores, sendo chamado de "clérigo", em seu certificado de admissão. Como secretário de Pierre de Marca, arcebispo de Toulouse, ele ganhou sua estima e, em sua morte, Marca, deixou-lhe todos os seus documentos. Baluze produziu a primeira edição completa do treatise De libertatibus Ecclesiae Gallicanae de Marca (1663), e trouxe a sua Marca hispanica (1688).
Em 1667, Baluze entrou a serviço de Jean-Baptiste Colbert e, até 1700, ficou encarregado da inestimável biblioteca pertencente àquele ministro e a seu filho, o Marquês de Seignelay. Colbert recompensou-o por seu trabalho, obtendo vários benefícios para ele, incluindo o cargo de capelão do rei (1679). Posteriormente, Baluze foi nomeado professor de Direito Canônico no Collège de France em 31 de dezembro de 1689 e dirigiu-o de 1707 a 1710.
Ele teve a infelicidade de retomar a história da Casa de Auvérnia justamente na época em que o Cardeal de Bulhão, herdeiro dos direitos, estava empenhado em provar a descendência da família La Tour, na linha direta dos antigos condes hereditários de Auvérnia do século IX.
Como os documentos autênticos em apoio a essas pretensões não puderam ser encontrados, falsos foram fabricadas. A produção de genealogias espúrias já havia começado na Histoire de la maison d'Auvergne, publicada por Christophe Justel em 1645; e Nicolas Chorier, o historiador do Delfinado, incluiu no segundo volume de sua história (1672) um ato forjado que ligava os La Tours do Delfinado aos La Tours de Auvérnia. A produção seguinte de documentos forjados foi organizada por Jean de Bar, um íntimo companheiro do cardeal. Esses documentos conseguiram enganar os estudiosos mais ilustres; Jean Mabillon, o fundador da diplomática, Thierry Ruinart e o próprio Baluze, chamados como especialistas, fizeram um relatório favorável por unanimidade em 23 de julho de 1695. Mas o Cardeal de Bulhão tinha muitos inimigos, e uma guerra de panfletos começou.
Em março de 1698, Baluze em resposta escreveu uma carta que não provou nada. Dois anos depois, em 1700, Jean de Bar e seus cúmplices foram presos, e depois de um estudo longo e aprofundado foram declarados culpados em 1704. Baluze, no entanto, foi obstinado em sua opinião. Ele estava convencido de que os documentos incriminadores eram genuínos e propôs refazer o trabalho de Justel. Encorajado e apoiado financeiramente pelo Cardeal de Bulhão, ele publicou dois trabalhos como "Provas", entre os quais, infelizmente, encontramos todos os atos que foram declarados espúrios. No ano seguinte, ele foi subitamente mergulhado na desgraça e exilado de Paris para Tours, onde viveu até novembro de 1713.
Ele continuou a trabalhar, e em 1717 publicou uma história de sua cidade natal, Historiae Tutelensis libri tres. Em novembro de 1713, ele conseguiu retornar a Paris, onde morreu em 28 de julho de 1718.

## Obras
O número de obras publicadas por Baluze é considerável; suas obras mais conceituadas são:
- Regum Francorum capitularia (1677). Esta coleção contém vários capítulos nunca publicados anteriormente. Baluze os corrigiu com grande precisão e em seu prefácio deu conta dos documentos originais e da autoridade das várias coleções dos capítulos.
- Conciliorum nova collectio (1683), contendo as peças que estão faltando na coleção de Philippe Labbé.
- Miscellanea (1680), da qual Giovanni Domenico Mansi publicou uma nova edição em 1761.
- Epistolae Innocentii Papae III (1682); não é uma coleção completa, uma vez que Baluze foi proibido de publicar as cartas preservadas no Vaticano.
- Marii Mercatoris opera (1684), reunida com manuscritos e enriquecida com notas ilustrativas da história da Idade Média.
- Les vies des papes d'Avignon (1693), em que ele deu preferência a Avignon sobre Roma como a sede dos Papas.
- Historia Tutelensis (1717), ou a história de Tulle. Este foi o trabalho favorito de Baluze. Ele escreveu por amor à sua terra natal, ne in nostrâ patriâ peregrini atque hospites esse videamur. Abrange um período de oito séculos, desde a fundação da cidade (900) até o episcopado de André-Daniel de Beaupoil de Saint-Aulaire (1702). A história de Tulle é dividida em três livros, o primeiro tratando dos condes, o segundo dos abades e o terceiro dos bispos.[3]

## Eventos recentes
Um busto de Baluze, obra do escultor contemporâneo Nacéra Kainou, foi instalado em sua cidade natal, Tulle, em outubro de 2006.
Um Prêmio de História Local Europeia Etienne Baluze foi recentemente criado (verão de 2007) pela "Société des Amis du musée du cloître" de Tulle, por sugestão do historiador francês Jean Boutier. Um júri internacional, presidido pelo professor Daniel Roche (Collège de France, Paris) e formado pelos professores Jean Boutier e Alain Dewerpe (França), Peter Jones (Reino Unido), Marcello Verga (Itália) e Bartolomé Yun Casalila (Espanha), deram o primeiro prêmio à historiadora italiana Beatrice Palmero. François Hollande, Presidente da República Francesa, entregou o primeiro prêmio em 29 de fevereiro de 2008 em Tulle. O segundo prêmio do Baluze foi entregue em 12 de maio de 2010 à historiadora inglesa Allison Carol (Universidade de Exeter; Birbeck College).